# 菊川英二
菊川 英二（きくかわ えいじ、生没年不詳）とは、江戸時代の浮世絵師。

## 来歴
渓斎英泉編の『無名翁随筆』によれば菊川英山の実父。狩野派の東舎という絵師の門人で、版刻の絵は手掛けなかった。いっぽう近江屋という屋号で造花を業とし、また英泉は若い時にこの英二宅に寓居していたことがあったという。